# Max Forever Vol.1
Max Forever Vol.1 è la quinta raccolta del cantante italiano Max Pezzali, nonché l'undicesimo album della sua carriera solista e il ventiduesimo in totale, pubblicato il 13 dicembre 2024 dalla Warner Music Italy.

## Descrizione
La compilation è composta da alcuni brani e versioni alternative degli 883, alcuni dei quali mixati nel 2024, tratti dagli album Hanno ucciso l'Uomo Ragno, Nord sud ovest est, Grazie mille, Uno in più e Love/Life, altri del cantante da solista (come ad esempio il duetto con Cesare Cremonini in Gli anni, incluso originariamente nell'album Max 20). Include inoltre due versioni acustiche dei brani Aeroplano e Grazie mille.
La raccolta è stata anticipata dal singolo e inedito Discoteche abbandonate, pubblicato il 15 aprile dello stesso anno ed è il primo album pubblicato in quattro anni dai tempi di Qualcosa di nuovo.

## Tracce
1. Hanno ucciso l'Uomo Ragno (Live Circo Massimo, Roma) – 4:47
2. Con un deca (Mix 2024) – 5:04
3. Non me la menare (Mix 2024) – 4:05
4. S'inkazza (Questa casa non è un albergo) (Mix 2024) – 3:27
5. Jolly Blue (Mix 2024) – 3:17
6. Sempre noi (feat. J-Ax) – 4:31
7. Rotta x casa di Dio (feat. Riccardo Zanotti) (Live Circo Massimo, Roma) – 5:09
8. Discoteche abbandonate – 2:57
9. Nella notte (Molella Remix) – 5:12
10. Come mai (883) – 4:19
11. Come deve andare (883) – 4:34
12. Le luci di Natale (883) – 4:40
13. Ci sono anch'io (Live Olimpico, Roma) – 3:39
14. Gli anni (feat. Cesare Cremonini) – 4:17
15. Aeroplano (Acoustic '24) – 4:34
16. Grazie mille (Acoustic '23) – 3:57